# Caffè Notegen
Il Caffè Notegen è stato un locale storico di Roma, aperto nel 1880 in via del Babuino dallo svizzero Jon Notegen e rimasto ininterrottamente attivo fino alla metà degli anni 2000.
Negli anni 1930 diventò ritrovo di artisti e intellettuali italiani e stranieri che continuarono a frequentarlo anche nel secondo dopoguerra fino agli anni 1980.
Ne furono clienti Carla Accardi, Sibilla Aleramo, Corrado Alvaro, Ugo Attardi, Carmelo Bene, Attilio Bertolucci, Iosif Aleksandrovič Brodskij, Corrado Cagli, Vincenzo Cardarelli, Gabriele D’Annunzio, Federico Fellini, Eva Fischer, Ennio Flaiano, Alfonso Gatto, Franco Gentilini, Renato Guttuso, Sylva Koscina, Carlo Levi, Giosi Lippolis, Mino Maccari, Mario Mafai, Giulietta Masina, Milena Milani, Sante Monachesi, Alberto Moravia, Adriano Olivetti, Giovanni Omiccioli, Novella Parigini, Elio Pagliarani, Ilia Peikov, Pablo Picasso, Luigi Pirandello, Linuccia Saba, Mario Schifano, Giovanni Spadolini, Maria Luisa Spaziani, Alberto Sughi, Giulio Turcato, Cesare Zavattini.